# 24-Stunden-Rennen von Spa-Francorchamps 1930

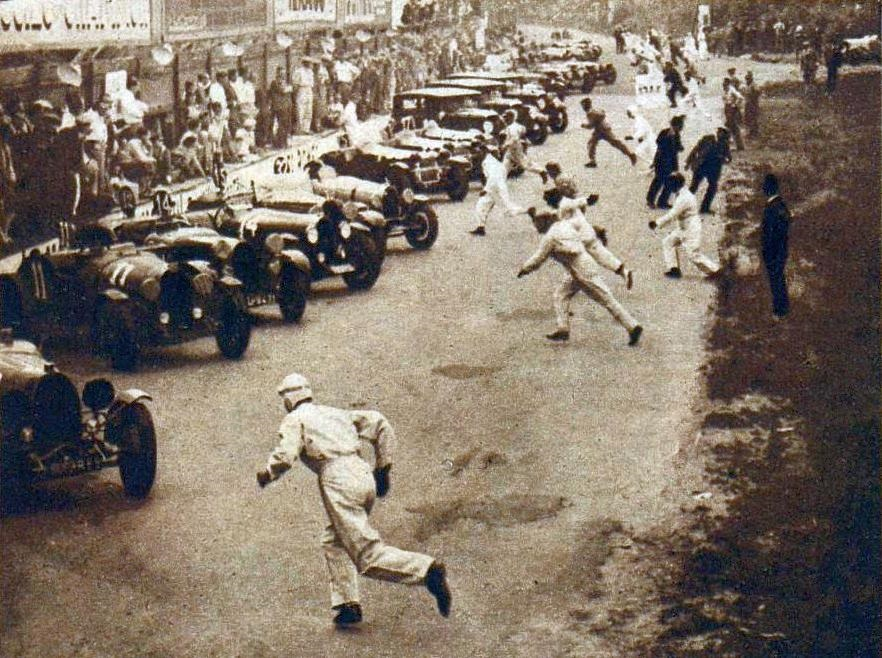
Le-Mans-Start beim 24-Stunden-Rennen von Spa-Francorchamps 1930

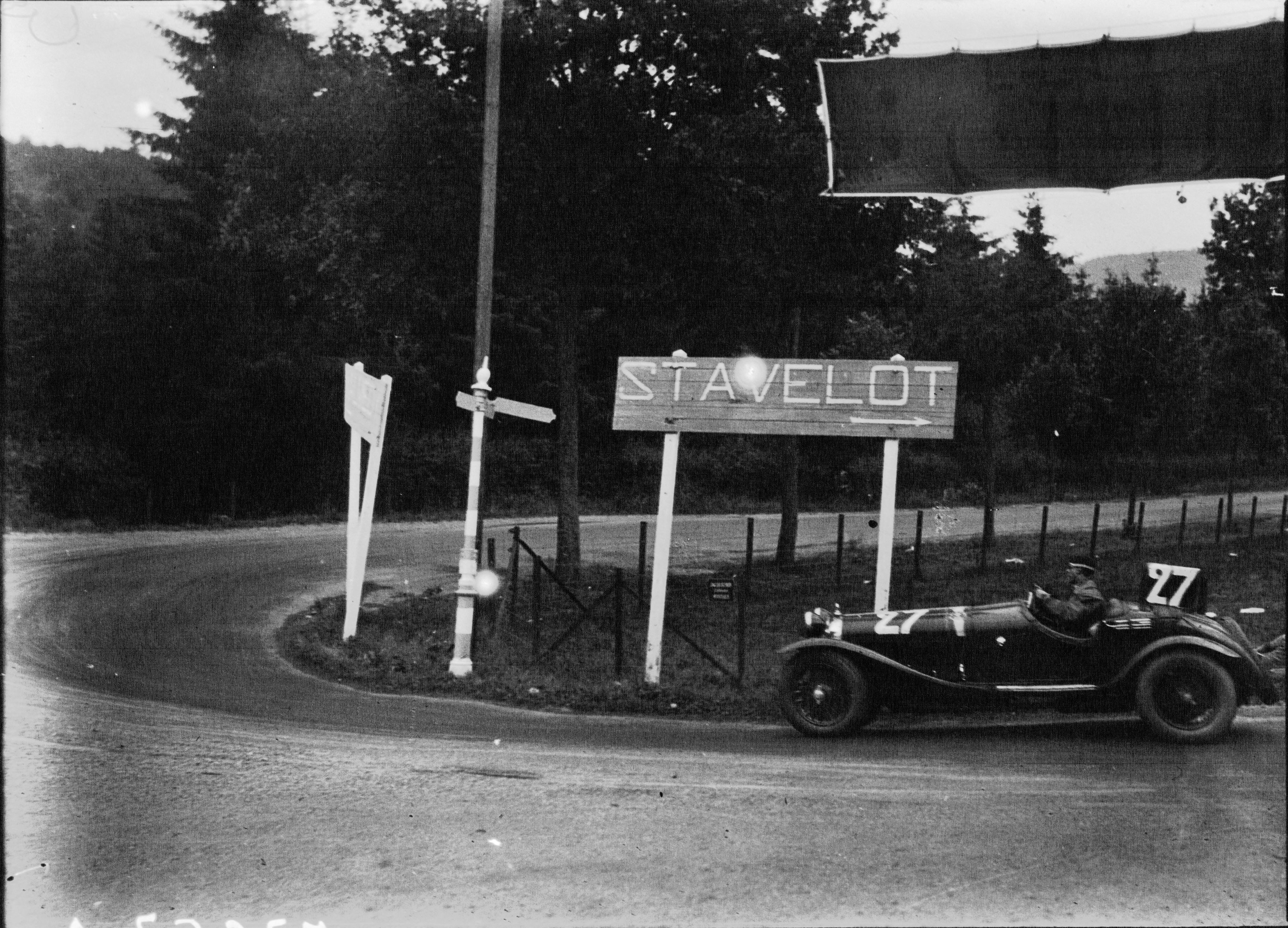
Boris Iwanowski im zweitplatzierten Alfa Romeo 6C 1750 GS

Das siebte 24-Stunden-Rennen von Spa-Francorchamps, auch Belgian Touring Car Grand Prix, 24 heures de Spa, fand am 6. und 7. Juli 1930 auf dem Circuit de Spa-Francorchamps statt.

## Das Rennen
Zum dritten Mal in Folge gewann das Werksteam von Alfa Romeo das 24-Stunden-Rennen von Spa-Francorchamps. Auch für Werksfahrer Attilio Marinoni war es der dritte Spa-Gesamtsieg in Folge. 1928 gewann er gemeinsam mit dem Exil-Russen Boris Iwanowski im Alfa Romeo 6C 1500 SS. Im Jahr darauf siegte er mit Partner Robert Benoist im Alfa Romeo 6C 1750 SS und 1930 mit Pietro Ghersi im 6C 1750 SS GS.
Das Rennen 1930 hatte den bisher knappsten Zieleinlauf. Nach 24 Stunden Fahrzeit trennte das Siegerduo nur wenige Wagenlängen vom zweitplatzierten Werks-Alfa Romeo von Boris Iwanowski und Franco Cortese. Die drittplatzierten Carlo Canavesi und Goffredo Zehender sorgten für einen Alfa-Romeo-Dreifachsieg. 

## Ergebnisse

### Schlussklassement
| 1               | 2.0   | 25 | Soc. Anon. Alfa Romeo           | Attilio Marinoni Pietro Ghersi        | Alfa Romeo 6C 1750 GS | 176 |
| 2               | 2.0   | 27 | Soc. Anon. Alfa Romeo           | Boris Iwanowski Franco Cortese        | Alfa Romeo 6C 1750 GS | 176 |
| 3               | 2.0   | 26 | Soc. Anon. Alfa Romeo           | Carlo Canavesi Goffredo Zehender      | Alfa Romeo 6C 1750 GS | 175 |
| 4               | 3.0   | 10 | Pierre Louis-Dreyfus            | Pierre Louis-Dreyfus Antoine Schumann | Bugatti T43           | 157 |
| 5               | + 3.0 | 5  | Grand Garage Saint-Didier Paris | Henri Stoffel Henri de Costier        | Chrysler 75 Six       | 151 |
| 6               | + 3.0 | 7  |                                 | Jacques Ogez                          | Delage D8             | 149 |
| 7               | 3.0   | 21 | Helaers                         | Helaers Maurice Vasselle              | Hotchkiss AM80        | 142 |
| 8               | + 3.0 | 18 |                                 | Hommel van Howe                       | DeSoto                | 139 |
| 9               | 1.1   | 38 | Bollack, Netter et Cie          | Michel Doré Jean Treunet              | B.N.C. Type 527       | 139 |
| 10              | 1.5   | 32 |                                 | Alphonse Evrard Jean Trasenster       | Bugatti T37           | 138 |
| 11              | 1.1   | 33 | Société des Automobile Ariès    | Arthur Duray Robert Laly              | Ariés CC4             | 131 |
| 12              | 1.5   | 31 |                                 | Franz Breyre Mues                     | Chenard & Walcker     | 129 |
| 13              | 1.1   | 36 | SA des Automobiles Tracta       | Louis Debeugny Hector Vasena          | Tracta A28            | 126 |
| 14              | 1.1   | 39 | Bollack, Netter et Cie          | André Sirejols Manuel                 | B.N.C. Type 527       | 125 |
| 15              | 3.0   | 17 |                                 | Jean Pesato André Morel               | DeSoto                | 124 |
| 16              | 1.1   | 43 | Francis Samuelson               | Francis Samuelson Freddy Kindell      | MG Midget M-Type      | 122 |
| 17              | 2.0   | 28 | Automobiles Imperia             | Frédéric Théllusson Jacques Ledure    | Imperia               | 116 |
| 18              | 2.0   | 29 | Automobiles Imperia             | Dierickx Lambert                      | Imperia               | 116 |
| 19              | 2.0   | 30 | Automobiles Imperia             | Fauconnier Claessens                  | Imperia               | 116 |
| 20              | 1.1   | 42 | Automobiles Rally               | Emile Cuvelier Villain                | Rally                 | 111 |
| 21              | 1.1   | 46 |                                 | Remond Dumoret-Vanhoff                | SCAP                  | 95  |
| Ausgefallen     |       |    |                                 |                                       |                       |     |
| 22              | 3.0   |    | Joseph Reinartz                 | Joseph Reinartz Maurice Minsart       | Bugatti               |     |
| 23              | 3.0   |    |                                 | Vasipol Billy                         | Salmson               |     |
| 24              |       |    |                                 | Orban Demoulin                        | Bugatti               |     |
| 25              | 1.1   |    |                                 | Ingels                                | Tracta                |     |
| 26              | 1.1   |    |                                 | Franz Gouvion                         | Tracta                |     |
| 27              | 3.0   |    |                                 | Emile Cornil                          | Georges Irat          |     |
| 28              | 3.0   |    |                                 | Geo Franz                             | Amilcar               |     |
| 29              | + 3.0 |    | Grand Garage Saint-Didier Paris | Renard Barthélémy Bruyère             | Chrysler 75 Six       |     |
| 30              | 3.0   |    |                                 | Ernest André Abel Blin d'Orimont      | Bugatti T43           |     |
| 31              | 3.0   |    |                                 | Alphonse Evrard de Thys               | Bugatti               |     |
| 32              | 3.0   |    |                                 | Ufa Moulin                            | Tracta                |     |
| 33              | 3.0   |    | Guy Bouriat                     | Louis Chiron Guy Bouriat              | Bugatti T43           |     |
| Nicht gestartet |       |    |                                 |                                       |                       |     |
| 34              |       |    |                                 | M. Lhonneux                           | Renault               | 1   |

1 tödlicher Unfall im Training

### Nur in der Meldeliste
Hier finden sich Teams, Fahrer und Fahrzeuge, die ursprünglich für das Rennen gemeldet waren, aber aus den unterschiedlichsten Gründen daran nicht teilnahmen.
| Pos. | Klasse | Nr. | Team | Fahrer | Chassis  |
| ---- | ------ | --- | ---- | ------ | -------- |
| 35   | + 3.0  | 47  |      |        | Chrysler |
| 36   |        |     |      |        | Scap     |
| 37   |        |     |      |        | Bentley  |
| 38   |        |     |      |        | Cord     |

### Klassensieger
| Klasse | Fahrer               | Fahrer           | Fahrzeug              | Platzierung im Gesamtklassement |
| ------ | -------------------- | ---------------- | --------------------- | ------------------------------- |
| + 3.0  | Henri Stoffel        | Henri de Costier | Chrysler 75 Six       | Rang 5                          |
| 3.0    | Pierre Louis-Dreyfus | Antoine Schumann | Bugatti T43           | Rang 4                          |
| 2.0    | Attilio Marinoni     | Pietro Ghersi    | Alfa Romeo 6C 1750 GS | Gesamtsieg                      |
| 1.5    | Alphonse Evrard      | Jean Trasenster  | Bugatti T37           | Rang 10                         |
| 1.1    | Michel Doré          | Jean Treunet     | B.N.C. Type 527       | Rang 9                          |

### Renndaten
- Gemeldet: 38
- Gestartet: 33
- Gewertet: 21
- Rennklassen: 5
- Zuschauer: unbekannt
- Wetter am Renntag: trocken und warm
- Streckenlänge: 14,914 km
- Fahrzeit des Siegerteams: 24:00:00.000 Stunden
- Gesamtrunden des Siegerteams: 176
- Gesamtdistanz des Siegerteams: 2624,640 km
- Siegerschnitt: 109,360 km/h
- Pole Position: unbekannt
- Schnellste Rennrunde: Guy Bouriat – Bugatti T43
- Rennserie: zählte zu keiner Rennserie